# Wargaluyu (Arjasari)
Wargaluyu is een bestuurslaag in het regentschap Bandung van de provincie West-Java, Indonesië. Wargaluyu telt 7434 inwoners (volkstelling 2010).